# Chrysogaster antitheus
Chrysogaster antitheus är en tvåvingeart som beskrevs av Walker 1849. Chrysogaster antitheus ingår i släktet ängsblomflugor, och familjen blomflugor. Inga underarter finns listade i Catalogue of Life.